# Osmonmäki
Osmonmäki est le  quartier numéro 14  (finnois : Kaupunginosa XIV) de Tampere en Finlande,.

## Description
Osmonmäki est principalement construit d'immeubles résidentiels.
Ses quartiers limitrophes d'Osmonmäki sont Tammela, Tampella, Lappi, Petsamo
Dans les environs d'Osmonmäki se trouvent plusieurs plages de baignade du lac Näsijärvi, le parc sportif de Kauppi et la gare de Tampere.

## Galerie

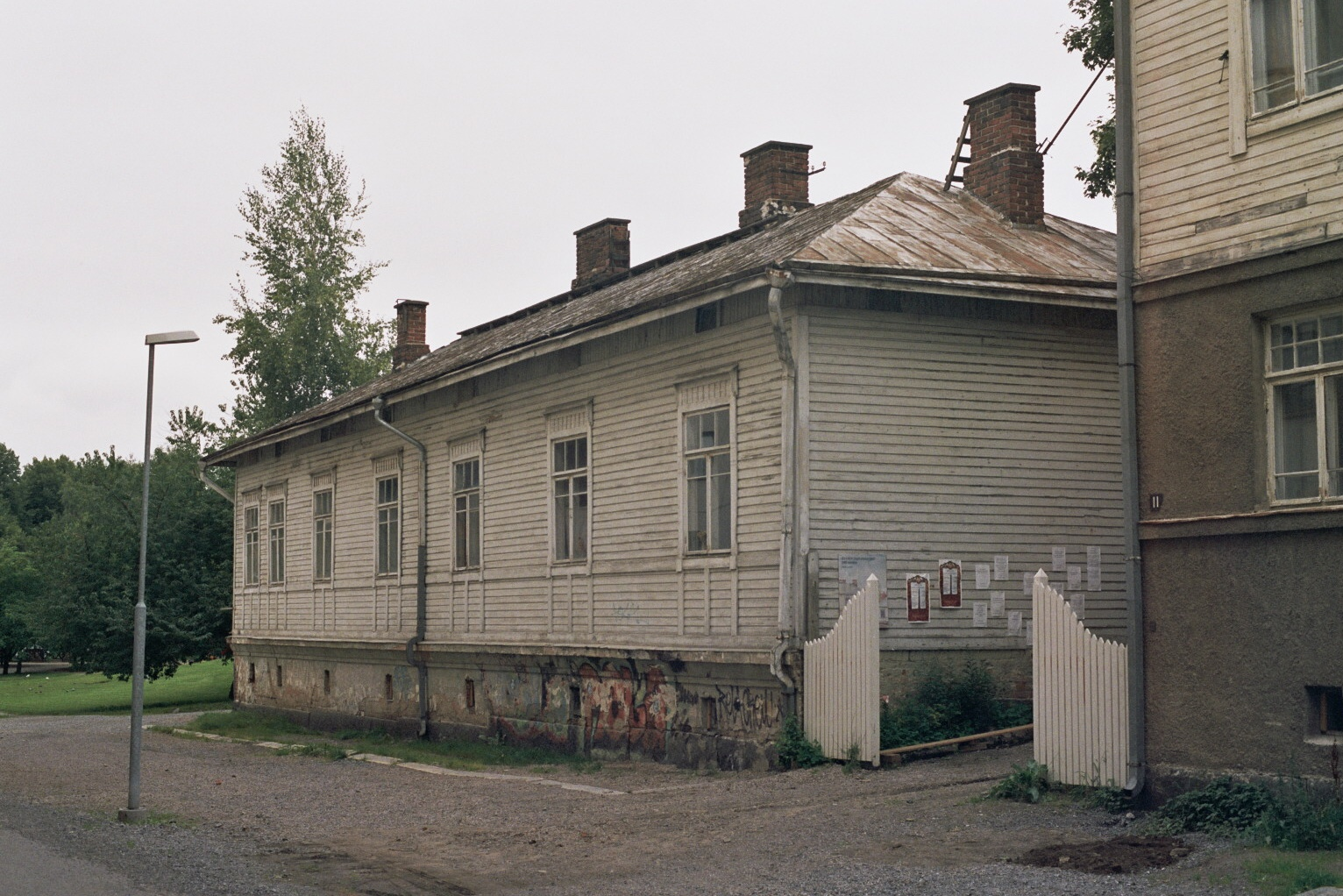
Maisons en bois d'Annikinkatu.
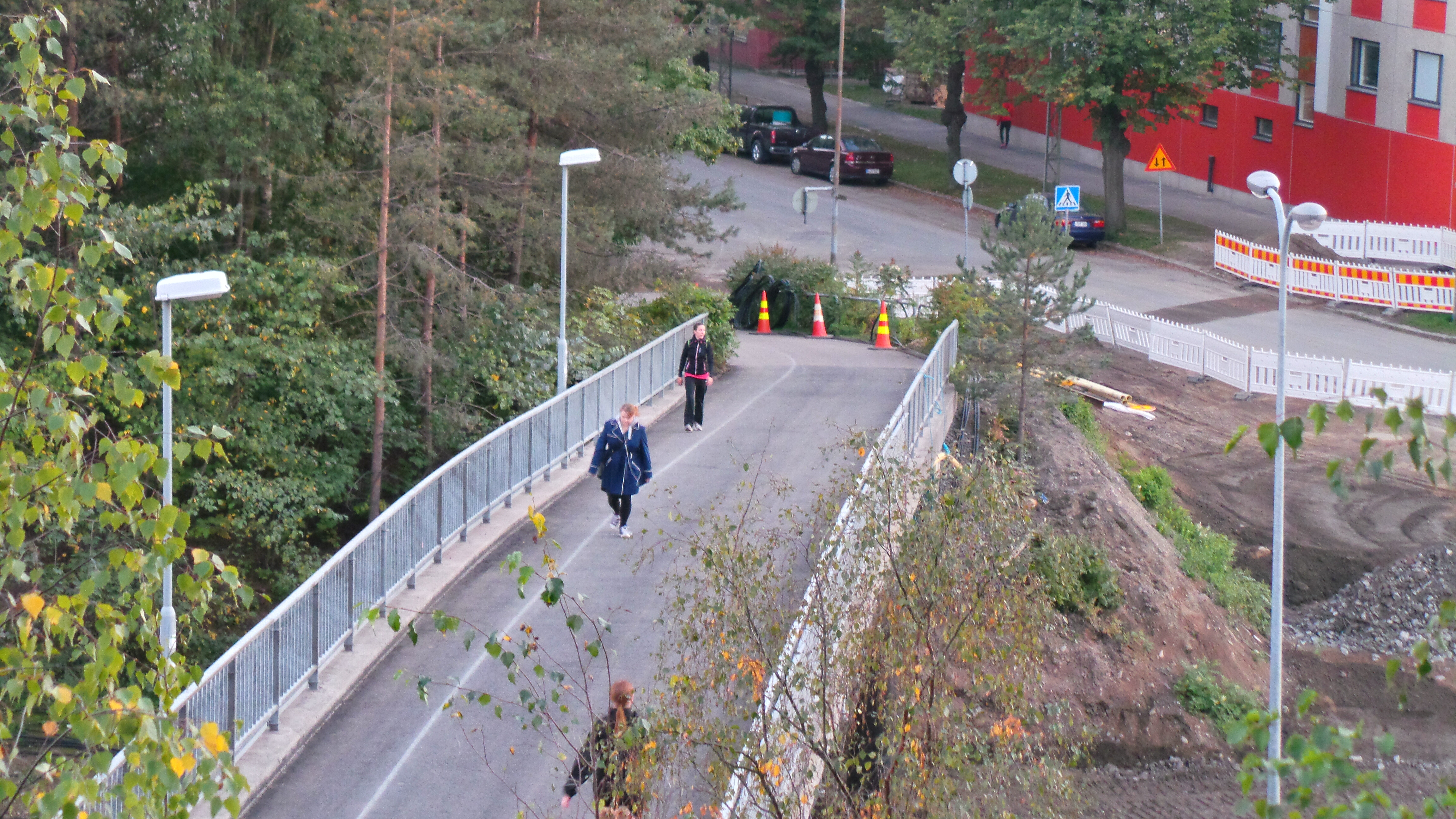
Pont piétonnier entre Lappi et Osmonmäki